# Vladimir Screciu
Vladimir Screciu (Corabia, 13 de enero de 2000) es un futbolista rumano que juega en la demarcación de centrocampista para el CS Universitatea Craiova de la Liga I.

## Selección nacional
Tras jugar en la selección de fútbol sub-16 de Rumania, la sub-17, la sub-19 y la sub-21, finalmente hizo su debut con la selección absoluta el 19 de junio de 2023 en un partido de clasificación para la Eurocopa 2024 contra Rumania que finalizó con un resultado de empate a dos tras un doblete de Zeki Amdouni para Suiza, y un doblete de Valentin Mihăilă para Rumania.

## Clubes
| Club                     | País    | Año       | Partidos | Goles |
| ------------------------ | ------- | --------- | -------- | ----- |
| CS Universitatea Craiova | Rumania | 2016-2018 | 44       | 0     |
| KRC Genk                 | Bélgica | 2018-2020 | 0        | 0     |
| Lommel SK (cedido)       | Bélgica | 2020      | 2        | 0     |
| CS Universitatea Craiova | Rumania | 2020-     | 120      | 3     |